# Metropolitana di Tientsin
La metropolitana di Tientsin (天津地铁) è un sistema di trasporto rapido della città di Tientsin, in Cina, che fu la seconda città (dopo Pechino) in Cina, ad avere un sistema di metropolitana.
Inaugurata nel 1984, nel 2024 comprende 222 stazioni su dieci linee più una tranvia di Tientsin su gomma basata sulla tecnologia Translohr, per un'estensione totale di 301 km (187mi).

## Storia
Tianjin, in quanto porto interno della Cina, è stata per lungo tempo un'importante città commerciale. Dopo la fondazione della Repubblica Popolare nel 1949, il numero di veicoli sulle strade aumentò notevolmente, causando inquinamento. Per superare questi problemi, l'autorità dei trasporti ha deciso di chiudere la vecchia rete tranviaria e passare a un sistema di trasporto rapido.
Tuttavia, a causa dei costi, fu solo nel 1970 che ebbe luogo la prima costruzione del sistema. La prima sezione, che si estende su 3,6 km (2,2 miglia) di binari e 4 stazioni (Xinhualu, Yingkoudao, Anshandao e Haiguangsi), fu completata nel febbraio 1976. Ulteriori lavori furono ritardati a causa di un terremoto nel 1976.[3] La seconda sezione, con ulteriori 1,6 km (0,99 mi) di binari e le stazioni Xinanjiao ed Erweilu, fu completata nel 1980. Dopo la ripresa della costruzione, la lunghezza totale era di 7,4 km (4,6 mi), con 8 stazioni,[3] e il servizio sulla linea iniziò il 28 dicembre 1984.
Per ridurre i costi di costruzione, l'autorità dei trasporti ha deciso di utilizzare il letto di un canale abbandonato per farne parte del sistema e di non effettuare scavi profondi. Utilizzando il letto del canale, la sezione sotterranea si trova a soli 2-3 metri (6 piedi 7 pollici - 9 piedi 10 pollici) sotto la superficie stradale ed era la metropolitana più bassa del mondo. A quel tempo c'erano solo 1.000 lavoratori edili a tempo pieno; gli altri erano volontari provenienti da fabbriche, scuole e istituzioni di tutta la città. Il numero medio di volontari superava le 2.000 unità al giorno, rendendo il progetto allora unico al mondo. La costruzione fu ritardata nel 1976 quando un terremoto colpì la città, ma fu ripresa nel 1979 e completata nel 1984.
Alla fine degli anni '90 si constatò che il sistema metropolitano era piuttosto obsoleto. L'atmosfera delle stazioni era poco invitante, difficile da navigare e con pochi servizi per i passeggeri sui binari. I treni erano poco frequenti, sporadici e comunemente in ritardo. I treni stessi erano fatiscenti, le fodere dei sedili spesso strappate e buie. Prendendo in considerazione i sistemi più moderni e più puliti dell'Asia orientale, nel 2000 è stato elaborato un massiccio piano di ricostruzione, ammodernamento ed espansione. In preparazione, il sistema è stato chiuso il 1 settembre 2001, con la ristrutturazione iniziata il 21 novembre dello stesso anno. Dopo l'acquisto di nuovo materiale rotabile, l'aggiunta di porte a zanzariera a mezza altezza e l'estensione della linea fino a Shuanglin, la linea ha riaperto il 6 dicembre 2006 come Linea 1, dopo i test di prova iniziati il 12 giugno dello stesso anno.
Durante la ristrutturazione della prima linea furono costruite altre linee. La linea 9, gestita da Binhai Mass Transit Development Co. Ltd, ha iniziato la costruzione nel 2001[3] e la sua prima sezione è stata aperta il 28 marzo 2004. Tra il 2004 e il 2007, molte nuove stazioni sulla linea sono state aperte successivamente. Il 1 maggio 2011 la linea è stata ulteriormente estesa verso ovest di 3 stazioni, portandola alla lunghezza attuale di 52,8 km (32,8 mi). La linea tranviaria del sistema, il TEDA Modern Guided Rail Tram, è stata costruita per servire l'area di sviluppo economico di Tianjin ed è stata aperta il 10 maggio 2007. La linea 2, dopo un lungo ritardo di costruzione e un incidente strutturale, è stata finalmente aperta, come due linee separate sezioni, al pubblico il 1 luglio 2012, con le sezioni ricollegate il 28 agosto 2013. La linea 3, un'altra linea principale nord-sud, è stata aperta nell'ottobre 2012.
Storicamente, le linee erano gestite congiuntamente da due società: la Tianjin Metro Group Co. gestiva le linee 1, 2, 3, 6 e 10, mentre la Binhai Mass Transit Development Co. gestiva le linee 5 e 9. Nel 2017, le due società sono state fuse nel Tianjin Rail Transit Group Co. (TRT), unificando le operazioni.

## Linee
| Linea         | Capolinea (Distretto)                    | Capolinea (Distretto)     | Apertura | Ultima estens. | Lunghezza (km) | Stazioni |
| ------------- | ---------------------------------------- | ------------------------- | -------- | -------------- | -------------- | -------- |
| Linea 1       | Shuanglin (Jinnan)                       | Liuyuan (Beicheng)        | 1984     | 2006           | 26,2           | 22       |
| Linea 2       | Caozhuang (Xiqing)                       | Konggangjingjiqu (Dongli) | 2012     | 2013           | 22,7           | 19       |
| Linea 3       | Xiaodian (Beichen)                       | Nanzhan (Xiching )        | 2012     | 2013           | 30,8           | 26       |
| Linea 4       | Dongnanjiao (Heping)                     | Xinxingcun (Dongli)       | 2021     | ---            | 19,4           | 14       |
| Linea 5       | Beichenkejiyuanbei (Beichen)             | Jinghuadongdao (Xiqing)   | 2018     | 2024           | 34,8           | 28       |
| Linea 6       | Nansunzhuang (Dongli)                    | Lushuidao (Jinnan)        | 2016     | 2021           | 43,6           | 39       |
| Linea 8       | Lushuidao (Jinnan)                       | Xianshuiguxi (Jinnan)     | 2021     | ---            | 13,42          | 9        |
| Linea 9       | Stazione ferroviaria di Tientsin (Hebei) | Donghailu (Binhai)        | 2004     | 2012           | 52,759         | 21       |
| Linea 10      | Yutai (Xiqing)                           | Yudongcheng (Dongli)      | 2022     | ---            | 21,18          | 21       |
| Linea 11      | Donjiangdao (Hexi)                       | Donliliujinglu (Dongli)   | 2023     | ---            | 12,27          | 11       |
| Linea Jinjing | Jinghuadongdao (Xiqing)                  | Tuanboyixueyuan (Jinghai) | 2024     | ---            | 13,2           | 4        |
| Totale        | Totale                                   | Totale                    | Totale   | Totale         | 314,2          | 222      |